# Nesopriona castanea
Nesopriona castanea là một loài bọ cánh cứng trong họ Cerambycidae.